# Уличный регулировщик
«Уличный регулировщик» (итал. Il vigile) — итальянская кинокомедия 1960 года  режиссёра Луиджи Дзампа с Альберто Сорди в главный роли.

## Сюжет
Отелло Челетти — безработный, что со своим старым отцом, сыном-школьником Ремо и женой Амалией живёт в доме её брата. Заработков жены не хватает, поэтому сын прогуливает школу и подрабатывает в соседней автомастерской как механик. Такое положение дел Отелло не добавляет ему уважения и некоторые жители квартала не пропускают случая, чтобы поиздеваться над ним. Но всё меняется, когда Ремо спасает сына депутата муниципалитета и тот из благодарности помогает Отелло получить должность полицейского.

## В ролях
| Актёр             | Роль                       |
| ----------------- | -------------------------- |
| Альберто Сорди    | Отелло Челетти             |
| Витторио Де Сика  | мэр                        |
| Мариса Мерлини    | Амалия Челетти             |
| Мара Берни        | любовница мэра             |
| Нандо Бруно       | шурин Отелло (брат Амалии) |
| Риккардо Гарроне  | лейтенант полиции          |
| Лия Дзоппелли     | жена мэра                  |
| Франко ДиТроккио  | сын Отелло                 |
| Карло Пизакане    | отец Отелло                |
| Пьера Арико       | сестра Отелло              |
| Винченцо Таларико | королевский оратор         |
| Нерио Бернарди    | монсеньор Оливьери         |
| Россана Кангиари  | секретарша мэра            |
| Марио Рива        | камео                      |
| Сильва Кошчина    | камео                      |

## Производство
Несмотря на то, что фильм вышел в кинотеатрах с классической формулировкой «Любое сходство с реальными событиями  случайно», на самом деле сюжет был вдохновлён случаем, произошедшим в июле 1959 года, а именно эпизодом с полицейским Игнацио Мелоне, оштрафовавшего  комиссара и кандидата в начальники римской полиции Кармело Марцано   за  незаконный обгон, что привело к скандальному резонансу.